# Magyar Szuperkupa
La Supercoppa d'Ungheria (ungherese: Magyar Szuper Kupa) è una competizione ungherese, che consiste in un incontro (tra il 2002 e il 2007 due match, andata e ritorno) a cadenza annuale tra la squadra campione d'Ungheria e la vincitrice della coppa d'Ungheria. Se una squadra fa il double (vince sia la Nemzeti Bajnokság I che la Coppa), si aggiudica direttamente il trofeo. Gli incontri vengono disputati all'inizio della stagione calcistica, di solito in luglio. Dall'estate del 2017 non è stata più disputata a causa di problemi tra la federazione e i club circa l'organizzazione della manifestazione.

## Albo d'oro
| Stagione    | Vincitore                                    | Punteggio                                    | Finalista                                    |
| ----------- | -------------------------------------------- | -------------------------------------------- | -------------------------------------------- |
| 1992        | Újpest                                       | 3-1                                          | Ferencváros                                  |
| 1993        | Ferencváros                                  | 2-1                                          | Kispest                                      |
| 1994        | Ferencváros                                  | 2-1                                          | Dunakanyar-Vác                               |
| 1995        | Ferencváros (Double)                         | Ferencváros (Double)                         | Ferencváros (Double)                         |
| 1996        | non disputata                                | non disputata                                | non disputata                                |
| 1997        | MTK Budapest (Double) (titolo non ufficiale) | MTK Budapest (Double) (titolo non ufficiale) | MTK Budapest (Double) (titolo non ufficiale) |
| 1998        | non disputata                                | non disputata                                | non disputata                                |
| 1999        | non disputata                                | non disputata                                | non disputata                                |
| 2000        | non disputata                                | non disputata                                | non disputata                                |
| 2001        | non disputata                                | non disputata                                | non disputata                                |
| 2002        | Újpest                                       | 3-1                                          | Zalaegerszeg                                 |
| 2003        | MTK Budapest                                 | 2-0                                          | Ferencváros                                  |
| 2004        | Ferencváros (Double)                         | Ferencváros (Double)                         | Ferencváros (Double)                         |
| 2005        | Debrecen                                     | 2-4 3-0                                      | Sopron                                       |
| 2006        | Debrecen                                     | 1-0 2-1                                      | Fehérvár                                     |
| 2007        | Debrecen                                     | 1-1 3-0                                      | Honvéd                                       |
| 2008        | MTK Budapest                                 | 0-0 (dts) 3-2 (dtr)                          | Debrecen                                     |
| 2009        | Debrecen                                     | 1-0                                          | Honvéd                                       |
| 2010        | Debrecen                                     | 1-0                                          | Videoton                                     |
| 2011        | Videoton                                     | 1-0                                          | Kecskemét                                    |
| 2012        | Videoton                                     | 1-1 (dts) 5-3 (dtr)                          | Debrecen                                     |
| 2013        | Győri ETO                                    | 3-0                                          | Debrecen                                     |
| 2014        | Újpest                                       | 0-0 (dts) 5-3 (dtr)                          | Debrecen                                     |
| 2015        | Ferencváros                                  | 3-0                                          | Videoton                                     |
| 2016        | Ferencváros (Double)                         | Ferencváros (Double)                         | Ferencváros (Double)                         |
| 2017 - 2024 | non disputata                                | non disputata                                | non disputata                                |

## Vittorie per club
| Club           | Vittorie | Sconfitte | Anni vittorie                      | Anni sconfitte         |
| -------------- | -------- | --------- | ---------------------------------- | ---------------------- |
| Ferencváros    | 6        | 2         | 1993, 1994, 1995, 2004, 2015, 2016 | 1992, 2003             |
| Debrecen       | 5        | 4         | 2005, 2006, 2007, 2009, 2010       | 2008, 2012, 2013, 2014 |
| Újpest         | 3        | -         | 1992, 2002, 2014                   | -                      |
| MTK Budapest   | 2        | -         | 2003, 2008                         | -                      |
| Fehérvár       | 2        | 3         | 2011, 2012                         | 2006, 2010, 2015       |
| Győri ETO      | 1        | -         | 2013                               | -                      |
| Kispest Honvéd | -        | 3         | -                                  | 1993, 2007, 2009       |
| Kecskemét      | -        | 1         | -                                  | 2011                   |
| Vác-Samsung    | -        | 1         | -                                  | 2005                   |
| Zalaegerszeg   | -        | 1         | -                                  | 2002                   |
| Sopron         | -        | 1         | -                                  | 1994                   |

## Dettagli degli incontri
| Arbitro: | Vágner |

|               |           |                              |
| Balogh G. 80’ | Marcatori | 50’, 66’ Eszenyi 73’ Szlezák |

| Arbitro: | Puhl |

|                   |           |                         |
| Salloi 84’ (rig.) | Marcatori | 20’ Gregor 38’ Szekeres |

| Arbitro: | Hartmann |

|          |           |                      |
| Füle 87’ | Marcatori | 54’ Páling 88’ Simon |

| Arbitro: | Bognar |

|            |                      |         |
| Kovacs 72’ | Marcatori            | 3’ Bodi |
|            | Tiri di rigore 5 – 3 |         |

| Arbitro: | - |

|                                     |           |  |
| Trajkovic 32’ Koltai 45’ Kalmár 85’ | Marcatori |  |

| Arbitro: | - |

|  |                      |  |
|  | Tiri di rigore 5 – 4 |  |

| Arbitro: | Andó-Szabó |

|  |           |                                 |
|  | Marcatori | 21’ Lamah 26’ Varga 89’ Somália |